# Entomophthora thripidum
Entomophthora thripidum är en svampart som beskrevs av Samson, Ramakers & T. Oswald 1979. Entomophthora thripidum ingår i släktet Entomophthora och familjen Entomophthoraceae.   Inga underarter finns listade i Catalogue of Life.